# 松島鈞
松島 鈞（まつしま ひとし、1925年(大正14年)3月10日 - 2011年(平成23年)12月17日）は、日本の教育学者。筑波大学名誉教授。

## 生涯
静岡県生まれ。1952年東京文理科大学教育学科卒、1966年「フランス革命期における公教育組織の成立過程とその思想に関する研究」で東京教育大学教育学博士。千葉大学助教授、東京学芸大学助教授、東京教育大学教授、筑波大学教授、教育学系長、1984年副学長。1989年定年退官、名誉教授、大正大学教授、1996年聖徳大学教授、東京成徳学園理事、副学長。在任中に死去。2003年春、勲三等旭日中綬章受勲。没後正四位。

## 著書
- 『フランス革命期における公教育制度の成立過程』亜紀書房、1968

### 共編著
- 『近代民衆教育史 国民教育への道』平野一郎共編 黎明書房、1971
- 『世界教育史大系 9 フランス教育史 1』梅根悟、志村鏡一郎共著 講談社、1975
- 『教師をめざす人のための現代教育の基本知識』編 一ツ橋書店、1978
- 『現代教育の基本知識』編 一ツ橋書店、1979
- 『西欧民衆教育史 民衆は教育にどのようにかかわって来たか』平野一郎共編 黎明書房、1981
- 『現代に生きる教育思想』川野辺敏・市村尚久・天野正治他共総合企画・編集 ぎょうせい、1981-1982
- 『教育原論』小宮山倭共編著 日本文化科学社、1983
- 『現代教育要論 教職教養の教育学』鈴木三平、巽幸孚共編 日本文化科学社、1991
- 『思老教育の基本と課題』太田善麿共編 群書、1991

### 翻訳
- コンドルセ『公教育の原理』明治図書出版、1962 世界教育学選集
- アラン『児童教育論』明治図書出版、1981 世界教育学選集

### 記念論集
- 『近代教育の史的展開 松島鈞博士退官記念論文集』紫峰図書、1988

## 参考
- 『現代日本人名録』2002
- 訃報